# Saab 9-3
El Saab 9-3 es un automóvil de turismo del segmento D producido por el fabricante sueco Saab Automobile desde el año 1998. Es un cinco plazas (salvo la variante descapotable, que es de cuatro plazas) caracterizado por un diseño elegante y sobrio. Dispone de un motor delantero transversal y compite contra los Audi A4, BMW Serie 3, Cadillac BLS, Mercedes-Benz Clase C y Volvo S60, con la peculiaridad de ser más exclusivo  que cualquiera de ellos. Desde el año 2003 tuvo 5 estrellas en EuroNcap Ganó una gran cantidad de premios gracias a su seguridad en Estados Unidos y Suecia principalmente.

## Primera generación (1998-2003)
La primera generación del 9-3 es una reestilización del Saab 900, que había sido puesto a la venta en 1994, aunque entre el 9-3 y el 900 del año 1994 hay más de 1100 diferencias. Existe únicamente con tracción delantera y con carrocerías liftback de tres y cinco puertas, así como descapotable de dos puertas.
En el año 2000, GM compró el 100% de las acciones de SAAB, pasando a ser único accionista y propietario de la marca. Con este hecho, se introdujeron algunos cambios en la plataforma 9-3. El más significativo sería la gestión electrónica del motor. Los motores del 9-3 tienen dos generaciones; de 1998 al 2000 los motores que montaba eran 2.0 de 4 cilindros con 133 caballos para la versión atmosférica y 154, 185 y 200 caballos para las versiones turbo alimentadas con presiones de 0,45 - 0,6 y 0,95 bares y un 2.3 atmosférico de 150 caballos.
En el año 2000 coincidiendo con la revisión de la norma Euro4 se añade una segunda sonda lambda al motor junto con un pre-catalizador. Se abandonan las motorizaciones atmosféricas y solo queda el 2.0 Turbo de 150 y 185. La versión más alta de la gama, denominada AERO, contaría con 205 caballos.
En el año 1999 Saab lanza al mercado una serie limitada de unidades reforzadas por Hirsch con un motor 2.3 heredado del 9-5 Aero con 225cv, pero modificado para tener más aceleración y menos peso. Así mismo ese modelo, "Viggen", emplea el sistema de frenos sobredimensionado del 9-5 Aero y monta un acabado interior y faldones diferentes. 
En el año 2002 la versión Aero llevaría un acabado especial denominado Aniversario que contaría con el interior del Viggen y sus faldones o spoilers. 
En Francia se vendió una serie muy limitada de unidades en su variante descapotable denominada deauville, siendo la diferencia más notoria una serie de incrustaciones en madera en el paso de puerta, guantera, consola central y tiradores de las puertas.
Hubo una serie de modificaciones por parte de Hirsch, preparador oficial de SAAB, y la unidad modificada se la denominaba Troll. Los 9-3 Troll podían contar con salpicadero cosido en cuero, volante de cuero con insercciones de fibra de carbono, frenos de 4 pistones, panel del cuadro de instrumentos en fibra de carbono, llantas de 18" y alerones y faldones propios de la marca, así como embellecedores de escape de salida doble.
En cuanto a motorizaciones diésel, solamente un 2.2 de 16 válvulas e inyección directa de origen Opel se montaría en esta serie. Las unidades de 1998 al año 2000 contarían con un turbo de geometría fija y 115cv. En el año 2000 y hasta el 2004 este motor se suministraba con un turbo de geometría variable y 125 caballos de potencia.

## Segunda generación (2002-2011)
La segunda generación del 9-3 fue presentada en el Salón del Automóvil de Detroit de 2008. Se ofrece con carrocerías sedán de cuatro puertas ("Sport Sedan"), familiar de cinco puertas ("SportCombi", "SportWagon" o "Sport Hatch") y descapotable de dos puertas ("Cabrio"). Se ofrece con cajas de cambios manual y automática de cinco y seis marchas. El 9-3 fue reestilizado a fines de 2007, con un frontal totalmente modificado y luces traseras distintas. A principios de 2008, se agregó una variante con tracción a las cuatro ruedas.
Sus motores gasolina son un cuatro cilindros en línea de 2.0 litros y 150, 175 o 210 CV, y un seis cilindros en V de 2.8 litros y 230, 250 o 280 CV. Ambos tienen cuatro válvulas por cilindro y turbocompresor; el 2.0 litros de 175 CV y el de 200 CV se ofrecen en algunos mercados con modificaciones para funcionar con E85 (etanol al 85%), bajo la denominación Biopower.
Inicialmente, el motor diésel era un 2.2 litros de 125 CV, de origen Isuzu y equipado con inyección directa y turbocompresor. Se abandonó en 2005, luego de haberse añadido en 2004 un 1.9 litros de origen Fiat. Las tres variantes de este motor, de 120, 150 y 180 CV de potencia máxima, tienen inyección directa common-rail, turbocompresor de geometría variable, intercooler y cuatro válvulas por cilindro, salvo la de 120 CV, que tiene dos válvulas por cilindro. El modelo de 180 cv equipaba un doble turbocompresor.
En septiembre de 2009 se añadirá a la gama del 9-3 un nivel de equipamiento que se comercializará como un modelo distinto, el Saab 9-3X. Su estética es similar a la de un automóvil todoterreno y posee una suspensión modificada, de la misma manera que el Škoda Octavia Scout, el Volvo XC70 y los Audi A4 y A6 Allroad. Se ofrecerá únicamente con carrocería familiar y dos motorizaciones: el 2.0 litros gasolina o flexible gasolina/etanol de 210CV, equipado con tracción total; y el 1.9 Diésel de 180 CV, con tracción delantera.
General Motors decidió cerrar Saab el 18 de diciembre de 2009, tras varios intentos fallidos por parte de GM para vender la marca sueca, finalmente el 23 de febrero de 2010 se cierra el acuerdo de venta con el fabricante holandés de automóviles de lujo SPYKER, según la agencia de noticias REUTERS se rumorea que el precio pagado a GM es de 282 millones de euros, el fabricante holandés ha confirmado que seguirá manteniendo la marca SAAB de forma independiente al resto del grupo. En septiembre de 2013 la marca sueca comenzó a fabricar el nuevo Saab 9-3 de la nueva era NEVS (consorcio chino-japonés-sueco). Ya ha salido de la línea de producción una unidad del 9-3 postGM, donde se ha suprimido el logo del grifo (Scania).